# Teddy Tamgho
Teddy Tamgho (15 de junio de 1989, París, Francia) es un atleta francés de triple salto. 
Participó en el Campeonato Europeo Junior de Atletismo y en el Campeonato Mundial Junior de Atletismo de 2008, en este último con ayuda de viento logró la marca de 17,33 metros.
Tamgho es poseedor del récord mundial de atletismo en pista cubierta en triple salto, con la marca de 17,92 m. Ganó una medalla de oro en el Campeonato Mundial de Atletismo en Pista Cubierta de 2010, y también fue uno de los triunfadores de la IAAF Diamond League de ese mismo año.
El récord mundial de salto triple que logró el francés Teddy Tamgho el 14 de marzo de 2010 en Doha con la marca 17,90 m, es la mejor marca de los mundiales de atletismo en pista cubierta.
Volvió a batir el récord mundial de salto triple el 6 de marzo de 2011 en el Campeonato Europeo de Atletismo en Pista Cubierta de 2011 con una marca de 17,92 m.
En 2013, es campeón del mundo en Moscú con un salto de 18,04 m. Es el tercer hombre saltando más de dieciocho metros en triple salto.

## Palmarés
| Año  | Competición                                       | Ciudad             | Clasificación | Marca   |
| ---- | ------------------------------------------------- | ------------------ | ------------- | ------- |
| 2007 | Campeonato Europeo Junior de Atletismo            | Narbonne, Francia  | 4º            | 16,35 m |
| 2008 | Campeonato Mundial Junior de Atletismo            | Bydgoszcz, Polonia | 1º            | 17,33 m |
| 2009 | Campeonato Europeo de Atletismo en Pista Cubierta | Turín, Italia      | 13º (clas.)   | 15.94 m |
| 2009 | Campeonato Mundial de Atletismo                   | Berlín, Alemania   | 11º           | 16,79 m |
| 2010 | Campeonato Mundial de Atletismo en Pista Cubierta | Doha, Catar        | 1º            | 17,90 m |
| 2011 | Reunión de Aubière                                | Aubière, Francia   | 1º            | 17,91 m |
| 2011 | Campeonato Europeo de Atletismo en Pista Cubierta | París, Francia     | 1º            | 17,92 m |
| 2013 | Campeonato Mundial de Atletismo                   | Moscú, Rusia       | 1º            | 18,04 m |

## Marcas personales
| Disciplina                 | Mejor (m) | Ciudad              | Fecha                 |
| -------------------------- | --------- | ------------------- | --------------------- |
| Triple salto               | 18,04     | Moscú, Rusia        | 18 de agosto de 2013  |
| Triple salto (indoor)      | 17,92     | París, Francia      | 6 de marzo de 2011    |
| Salto de longitud          | 7,63      | Versailles, Francia | 16 de junio de 2007   |
| Salto de longitud (indoor) | 8,01      | Eaubonne, Francia   | 13 de febrero de 2011 |